# 24 часа (вестник)
Вижте пояснителната страница за други значения на 24 часа.
„24 часа“ е сред най-тиражираните български ежедневници. Основан е през 1990 г. в София, като издание на Пресгрупа „168 часа“.
Тематиката на вестника е в областите новини, общество, публицистика и реклама.
Седмични редакционни приложения на „24 часа“:
- Понеделник – „Джоб“ – всичко за парите
- Вторник – „Джаджи“ – всичко за технологиите
- Сряда – „Виж къде“ – страници за култура
- Четвъртък – „Докторе, кажи!“ – страници за здраве
- Петък – „Истинска екстра“ – страници за звезди, истории и места (пътувания, туризъм)
- Събота – „Виж как“ – страници за звезди, мода, стил, здраве, интериори